# Procopius
Procopius fra Cæsarea (også Prokopius, på græsk Προκόπιος, Prokopios, ca. 500 – ca. 565), var en berømt historie- og krønikeskriver i det østromerske rige. Han var født i Cæsarea og blev sagfører. I 527 blev han rådgiver og sekretær for Belisarius, som var hærfører mod perserne. Procopius deltog også i Belisarius' felttog mod vandalerne i 533. 

## Forfatterskab
Procopius er en hovedkilde til tiden under kejser Justinian 1., da det østromerske rige ekspanderede kraftigt mod vest. Kejserens mange felttog beskrives i Procopius' Justinians krige (De Bellis), der består af 8 bøger. Justinians bygningsværker beskrives i Justinians bygninger (De Aedificiis), mens den meget specielle Hemmelige Historie (Anekdota) beretter om de hemmeligheder og intriger, der omgav kejseren, og som Procopius efter eget udsagn ikke kunne inkludere i de andre værker.
Udover disse værker er Procopius også en af de første til skriftligt at omtale danerne i Norden og herulernes vandring mod nord. Han hævdede, at Thule var den største af øerne, ti gange større end Britannien, og for den største del ubeboet. Men i den beboede del holdt 13 talrige stammer til. Det ejendommeligste ved Thule var dog, at omkring midsommer var solen oppe døgnet rundt i 40 dage, og midt på vinteren fraværende i et tilsvarende tidsrum. Han beklagede, at han ikke selv var nået til denne ø, men ved også at berette, at befolkningen i Thule ikke adskilte sig særlig fra andre, bortset fra "finnerne" (dvs. samerne), der gik klædt i skind uden tøj under, og angiveligt spiste råt kød. Fornemst blandt Scandias folk var herulerne.
Procopius omtalte i sit værk Vandalkrigen "fimbulvinteren" år 536: "Hele det år lyste solen som månen, uden stråleglans, som i en næsten evig eklipse, med mat lys og ikke som ellers. Straks fænomenet indtraf, var menneskene hele tiden udsat for krig, sult og andre dødelige ting." Flere samtidskilder beskriver en solformørkelse, der varede i mere end et år. Kinesiske kilder skildrer også usædvanlige vejrforhold i denne periode.